# Bohuslav Kašpar

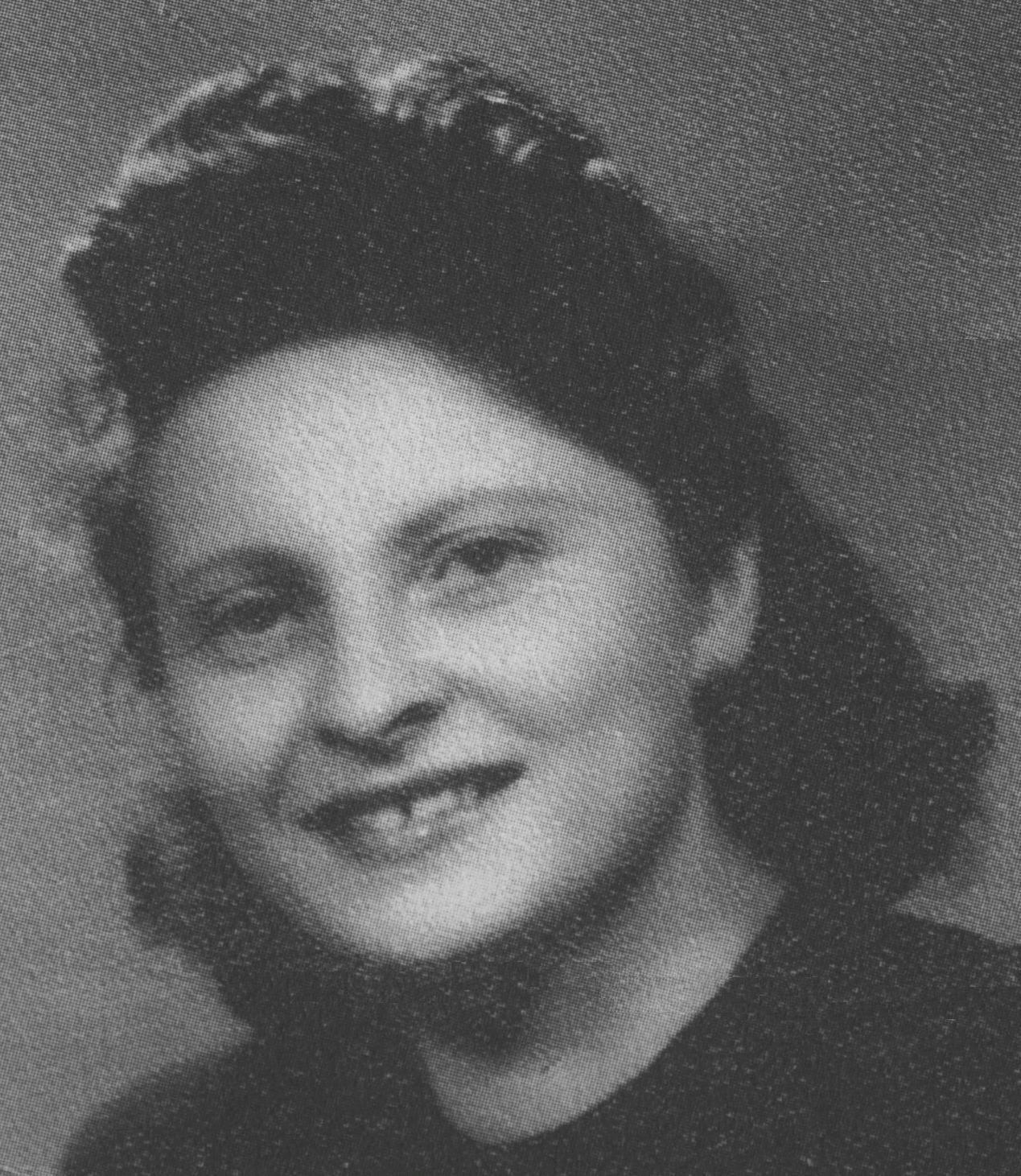
Jolana Kašparová

Bohuslav Kašpar (18. září 1895 České Meziříčí – 15. ledna 1945 Brandenburg) byl rakousko-uherský vojenský pilot – jeden z průkopníků a zakladatelů československého vojenského letectví. Je držitelem jednoho světového a několika národních leteckých rekordů. Jeho činnost byla oceněna i prezidentem Tomášem Garriguem Masarykem, od něhož Bohuslav Kašpar obdržel (jako upomínkový dar) kapesní hodinky s věnováním. Za protektorátu se spolu se svojí manželkou Jolanou Kašparovou zapojil do protiněmeckého odboje. Za svoji odvahu a vlastenectví oba zaplatili životem.

## Životopis

### Mládí a první světová válka
Bohuslav Kašpar se narodil v rodině českomeziříčského domkaře. Po ukončení školní docházky začal pracovat na dráze. Po vypuknutí první světové války narukoval (v roce 1917) na italskou frontu. Tady se dostal do pilotního výcviku. Po skončení první světové války a vzniku samostatného Československa (28. října 1918) se již v prosinci roku 1918 přihlásil do nově se rodícího československého letectva.

### V letech 1920 až 1939
V roce 1920 byl převelen na Slovensko. Tady působil především na svém domovském letišti v Nitře. Na Slovensku sloužil štábní rotmistr Bohuslav Kašpar u 3. leteckého pluku M. R. Štefánika v Nitře, kde zastával funkci šéfpilota 10. letky a zodpovídal zde za pilotní výcvik celé řady pilotů, z nichž mnozí dále pokračovali ve výcviku stíhacích pilotů. Mnoho pilotů, kteří prošli 10. letkou 3. leteckého pluku M. R. Štefánika v Nitře, pokračovali ve stíhacích a bombardovacích jednotkách RAF.
Poté, co Bohuslavu Kašparovi zemřela jeho první žena (v roce 1929), oženil se (v roce 1932) se slovenskou židovkou Jolanou Eichlerovou. Z prvního i druhého manželství měl vždy po jednom synovi.
Několik měsíců před začátkem druhé světové války a několik měsíců po Mnichovské dohodě vznikl na troskách Česko-Slovenské republiky Slovenský štát (byl vyhlášen v Bratislavě 14. března 1939). Vynucený odchod Čechů ze Slovenska chtěl Bohuslav Kašpar řešit jako „letec“ – hodlal odletět svým letounem do zahraničí a zapojit se tam do vojenské činnosti. Tento plán mu však nevyšel, neboť jej zhatila zvýšená ostraha letiště. Bohuslav Kašpar se tedy vrátil do Čech, nejprve do svého rodiště – Českého Meziříčí, ale nakonec se usadil v Dobrušce (bydlel na adrese: Dobruška, J. Drejska 625.) a tady (po rozpuštění československého vojenského letectva) začal pracovat jako úředník v civilním zaměstnání.

### Odbojová činnost
V Protektorátě Čechy a Morava se záhy zapojil do odbojové činnosti v rámci vojenské ilegální organizace Obrana národa (ON). V Dobrušce patřil Bohuslav Kašpar mezi přední členy Obrany národa. Spolu se svojí manželkou – Jolanou Kašparovou byl ve spojení s krajským vedením Obrany národa v Hradci Králové. Spolupracoval i se Zemským vedením Obrany národa. (Spojení na Zemské ústředí Obrany národa "vedlo" přes brigádního generála Zdeňka Nováka.) V této nelegální protiněmecké činnosti mu byla velkou oporou jeho manželka Jolana Kašparová. Spolu s ní například plánoval zřídit úkryt pro ilegální pracovníky v dobrušské židovské synagoze. (Ta byla německými okupačními úřady sice uzavřena, ale Jolana Kašparová si ponechala jeden z klíčů.)
V odboji Bohuslav Kašpar dále spolupracoval s plukovníkem Bohdanem Hartmanem, štábním kapitánem Albínem Sládkem, praporčíkem Emilem Dostálem, Františkem Poláčkem, Waltrem Tesařem, Oldřichem Žákem, Josefem Lebedou, Václavem Kašparem a Oldřichem Šrůtkem. (Oldřicha Šrůtka v únoru 1943, v souvislosti s návštěvou poručíka Františka Munzara, požádal o obstarání krycích dokladů pro Emilii Valentovou, členku odbojové skupiny poručíka Munzara.)
První vážný zásah gestapa do odbojových struktur se odehrál v roce 1940, kdy byla skupina působící v této oblasti téměř zničena. Zbylí členové většinou přešli do ilegality a odešli do Prahy. Jednalo se například o dva bratry: poručíka Josefa Munzara (* 20. října 1911) a (poručíka) štábního kapitána Františka Munzara (* 18. dubna 1913, Mokropsy – 10. října 1944, zavražděn v policejní věznici Malá pevnost Terezín) a o jejich otce Františka Munzara. S Munzarovými se Bohuslav Kašpar znal již z Nitry, společně tam s nimi sloužil a po jejich odchodu do Prahy s nimi nepřerušil spojení. Na Náchodsku a Rychnovsku působil v odboji také štábní kapitán Albín Sládek (* 1. března 1889, Horecký dvůr – 26. února 1943, zavražděn gestapem v Bystré – část Doly – v Orlických Horách), který se až do února roku 1943 skrýval po lesích. Jemu zajišťoval Bohuslav Kašpar úkryty a to hlavně v tkalcovnách na Zlatém potoce.
Když byla německými bezpečnostními složkami (gestapo a sicherheitsdienst) a jejich konfidenty (a informátory) infiltrována Obrana národa, došlo k velkému zatýkání členů této ilegální organizace. Jolana Kašparová a její manžel Bohuslav Kašpar byli zatčeni ve stejný den (22. února 1943).
... Winkler, Schäfr a Fibinger poté odjeli do Dobrušky, aby zde zatknuli štábního rotmistra Bohuslava Kašpara. Winkler a Schäfr se zbraní v ruce vstoupili do bytu. Ale Bohuslav Kašpar nebyl přítomen, doma byla jen jeho žena. Toho využil Winkler a hrozně řval na tuto ženu a snažil se ji zastrašit. Chtěl vědět, zda v poslední době nepřišli sem nějací muži, hlavně nějaký mladý muž z Prahy, který měl u nich přenocovat. Když paní Jolana Kašparová zapírala, prohledali gestapáci byt. Pojednou byl Winkler velmi veselý a prohlásil, že našel, co hledal. Byla to fotografie mladého muže, o němž prohlašoval, že je to hledaný poručík Munzar z Prahy. ...
Tajnosti hradeckého gestapa, (VI. pokračování - příloha Svobodného slova, rok vydání 1947), 
Bohuslav Kašpar byl vězněn ve věznici gestapa v Hradci Králové (tady byl podroben zostřeným výslechům a mučení), s velkou pravděpodobností i v policejní věznici v Malé pevnosti Terezín, v Gollnowě (Polsko), v Berlíně a v Brandenburgu.
Bohuslav Kašpar byl souzen ve stejném procesu spolu s Václavem Kašparem, Waltrem Tesařem, Oldřichem Žákem a Josefem Lebedou. Obžalovací spis vypracovalo Vrchní státní zastupitelství při Lidovém soudním dvoře v Berlíně a je datován dnem 25. července 1944. Dne 7. listopadu 1944 byl Lidovým soudem v Berlíně odsouzen k trestu smrti. Dne 15. ledna 1945 byl popraven v Brandenburgu. Jeho žena Jolana byla zavražděna (umučena) v koncentračním táboře Osvětim dne 15. března 1944.

### Po druhé světové válce
- Prezident Československé republiky – Dr. Edvard Beneš, udělil dne 15. prosince 1945 (in memoriam) Bohuslavu Kašparovi Československý válečný kříž 1939.[3] (Matriční číslo 14 027.)[3]

- V roce 2014 jejich syn Tomáš Kašpar [p. 4] vydal svědectví o hrdinství svých rodičů v knize "Výkřik ze zapomnění: cesta vojenského pilota do ilegality".[1]